# Anatomical Science International
Anatomical Science International is een internationaal, aan collegiale toetsing onderworpen wetenschappelijk tijdschrift op het gebied van de anatomie en morfologie. De naam wordt in literatuurverwijzingen meestal afgekort tot Anat. Sci. Int. Het wordt uitgegeven door Springer Science+Business Media en verschijnt 4 keer per jaar.